# Benton (New Hampshire)
Pour les articles homonymes, voir Benton.
Benton est une municipalité américaine située dans le comté de Grafton au New Hampshire. Selon le recensement de 2010, sa population est de 364 habitants.

## Géographie
La municipalité s'étend sur 48,36 milles carrés (125,25 km2), dont 0,23 milles carrés (0,6 km2) d'étendues d'eau.
Le mont Moosilauke est situé sur le territoire municipal.

## Histoire
La localité est fondée en 1764 sous le nom de Coventry, par des colons originaires de Coventry (Connecticut). En 1840, le gouverneur Isaac Hill (en) renomme la municipalité en l'honneur du sénateur Thomas Hart Benton.